# Cașul ciocului

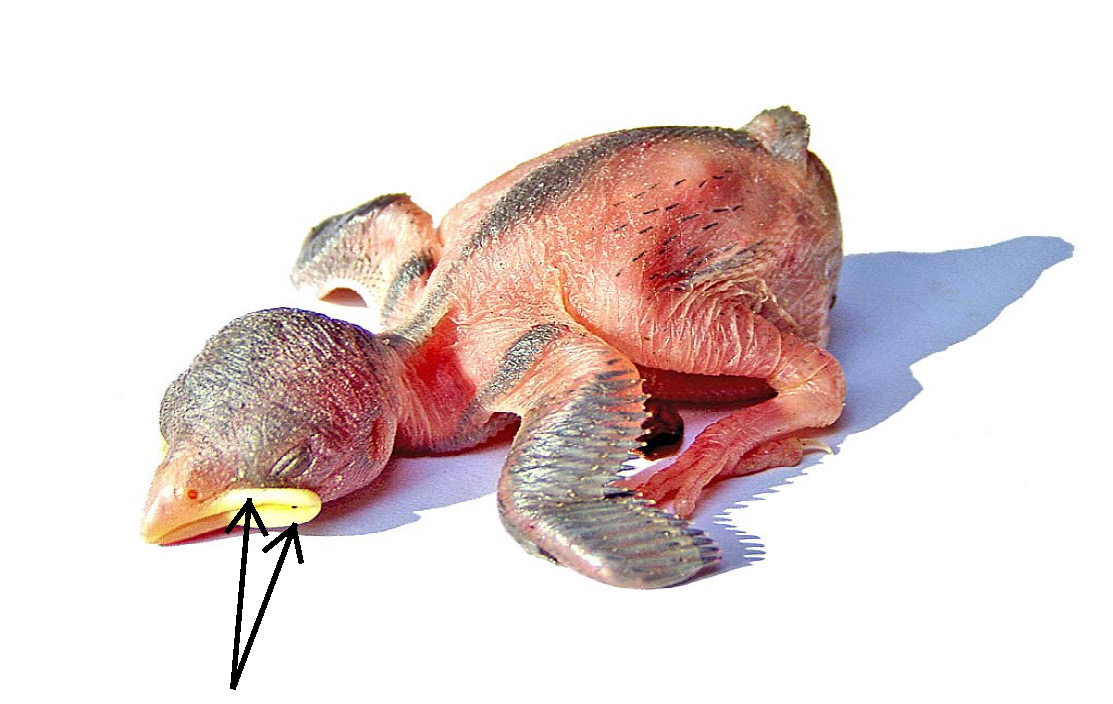
Cașul ciocului (galben la colțul gurii) la puiul de vrabiei de casă (Passer domesticus)

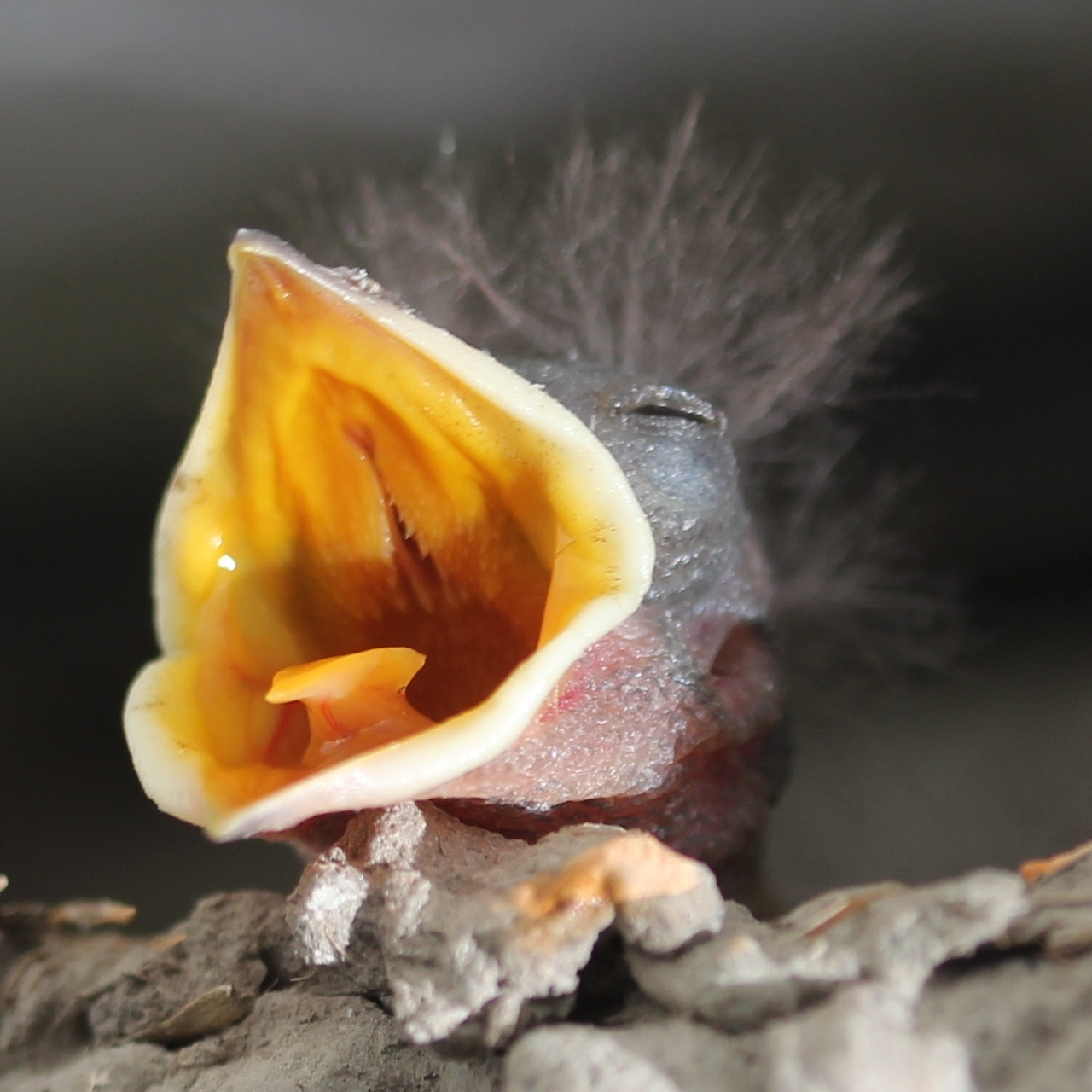
Cașul ciocului la puiul de rândunică

Cașul (sau umflătura marginală a ciocului) este o formațiune moale și cornoasă, viu colorată (adesea gălbuie sau albicioasă), la puii nidicoli din cuib al păsărilor adulte care își hrănesc puii, situată pe comisură ciocului (colțurile ciocului) și de-a lungul marginilor mandibulelor, care se pierde treptat pe măsură ce puiul crește. Cașul are un rol important în hrănirea puilor, ghidând vizual părinții spre gura lor.
În engleză cașul ciocului este numit gape flange sau flange, în franceză bourrelet commissural, în germană Schnabelwulst, în rusă ротовые валики, клювные валики

## Localizarea
Cașul se găsește în principal pe maxilarul inferior la ciocănitoare (Picidae), capîntorturi (Jynx) și, probabil, la păsările șoarece (Coliidae), iar la paseriforme (Passeriformes) și alte specii se află în jurul colțului gurii. La paseriforme cașul se extinde de la colțurile gurii (comisurile ciocului) pe ambele margini ale ciocului și se îngustează spre vârful lui.

## Culoarea și rolul

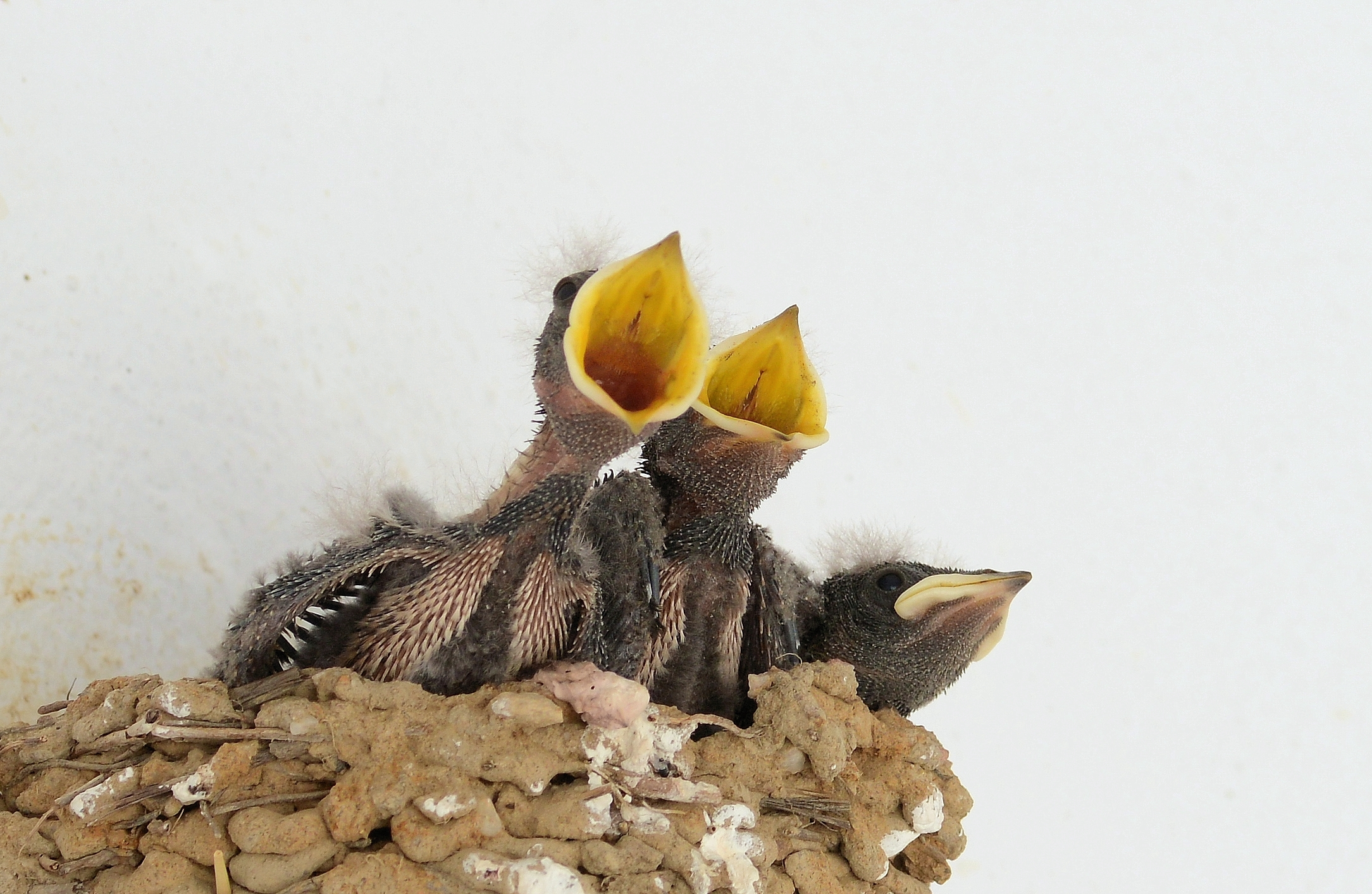
Cașul ciocului la puii de rândunică

Cașul are de obicei o culoare vie albă sau galbenă; mucoasa gurii este adesea viu colorată în roșu, portocaliu sau galben. Unii pui din cuib, în special ai cintezelor estrildide (Estrildidae) și a unor cuci, au și un colorit pe cerul gurii sau pe limbă. Culorile din zona gurii sunt adesea vii și contrastante, făcând puii mai detectabili în cuibul întunecat și în împrejurimile lui și este o țintă în care părinții puiului plasează hrana. La puii crescuți în cuiburile din scorburi, culorile din jurul gurii sunt de regulă și mai intense, ajutând părinții să găsească gura puiului în semiîntuneric. Este posibil ca componenta ultravioletă a spectrului, care este vizibilă păsării, să sporească contrastul dintre gură și cașul ciocului când gura este mai roșie și aceasta face puiul mai vizibil.

## Inervația
Cașul este înzestrat cu terminații nervoase; dacă cașul este atins gura puiului poate să se deschidă ca o jucărie mecanică. Corpusculii senzoriali sunt rari sau absenți în cașul graurului (Sturnus vulgaris), un indiciu că cașul la acesta nu are simțul tactil,